# Карл Густав Флейшер
Карл Густав Флейшер (норв. Carl Gustav Fleischer 28 грудня 1883 — 19 грудня 1942) — норвезький воєначальник, генерал-майор, Верховний командувач збройних сил Норвегії в період Другої світової війни (з 1940).

## Біографія

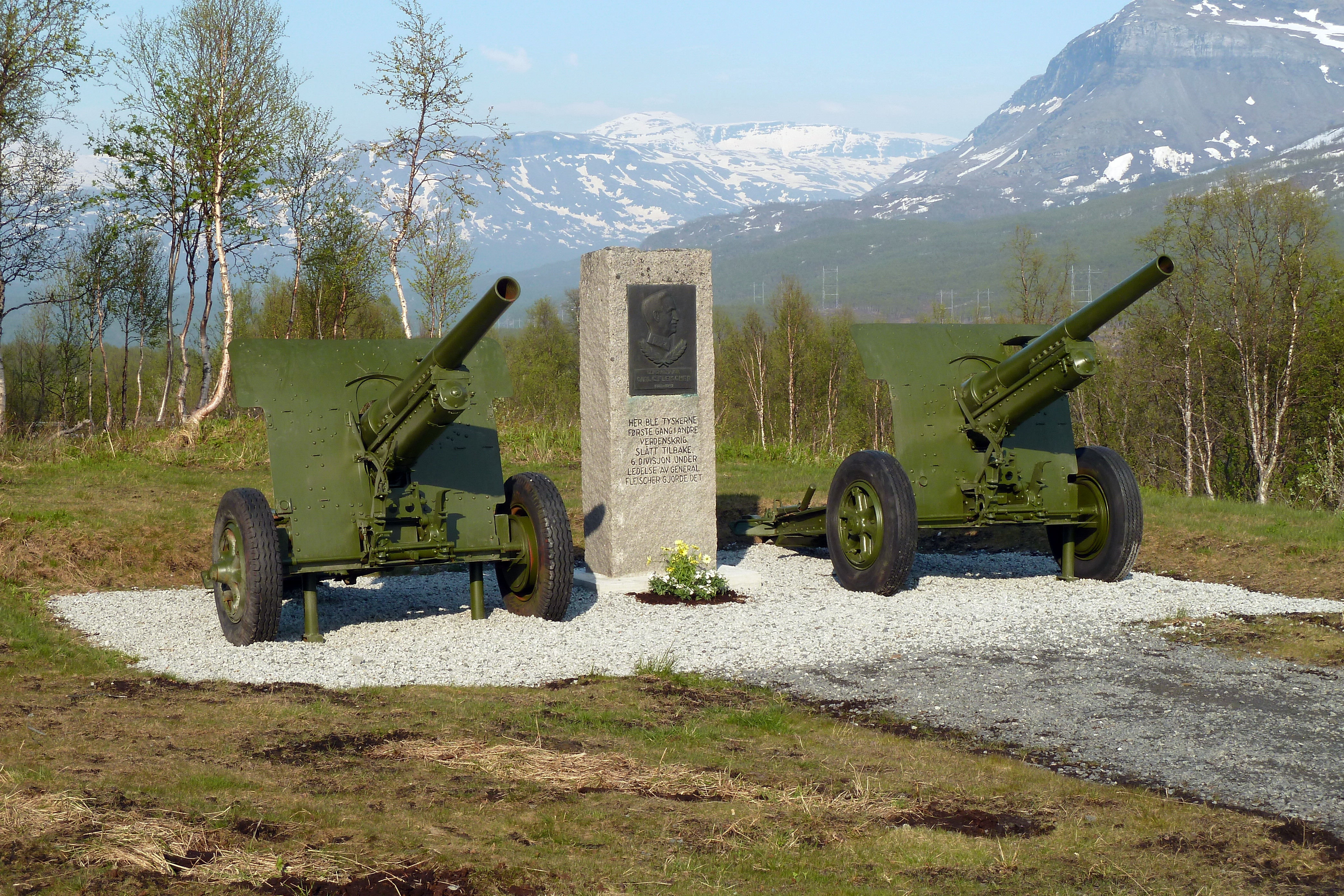
Пам'ятний знак генералу К. Г. Флейшеру і його 6-му піхотному дивізіону в Тромсе

Карл Густав Флейшер — син парафіяльного пастора, нащадок Тобіаса Флейшера (1630—1690), який переселився в Норвегію з Ельбінга в Східній Пруссії. Мати Карла Густава — Йоханна Софі Фергстад (1850—1926) — була дочкою парламентарія Сиверта Андреаса Фергстада (1813—1885). Його батько, пастор Флейшер потонув, коли син був ще дитиною. Карл Густав і його мати переїхали в Трондхейм.
У 1905 році Карл Густав закінчив з відзнакою військову школу, через два роки — вищу військову школу.
У 1917 році став капітаном. У 1919—1923 роках — офіцер штабу норвезької 6-ї піхотної дивізії, пізніше — командир 14-го піхотного полку. У 1926—1929 роках командував 4-м батальйоном Королівської гвардії Норвегії. У 1930 році отримав звання майора, а в 1934 році став полковником.
До 1933 року Флейшер служив в Генеральному штабі Норвегії.
З 1928 по 1934 року одночасно викладав при Генеральному штабі, в 1933—1934 роках був редактором військового журналу «Norsk Militært Tidsskrift». У 1939 році йому було надано звання генерал-майора, і він прийняв командування 6-м піхотним дивізіоном.
Під час своєї служби в Генеральному штабі Флейшер попереджав про можливість раптового нападу Німеччини на центральне узбережжя Норвегії. Він також заявляв, що найкращий спосіб протистояти такому нападу — зміцнення оборони прибережних районів, в той час, як основні сили Норвегії були зосереджені в областях внутрішньої частини країни.
Після німецького вторгнення до Норвегії Флейшер став головнокомандувачем збройними силами Північної Норвегії. За сприяння місцевої влади швидко провів повну мобілізацію.

Один з головних воєначальників в битві за Нарвік, в ході якої норвезьким військам за підтримки англійських і польських союзників після 40-денного наступу вдалося звільнити місто від німецьких загарбників. Це сталося 28 травня 1940 року.
Однак, вже через два тижні, після окупації Німеччиною країн Бенілюксу, союзницькі війська вийшли з Північної Норвегії, а норвезький уряд ухвалив рішення про капітуляцію. Це стало важким ударом для Флейшера, чиїм наміром було продовження бойових дій проти німецьких військ на території Норвегії. Йому було наказано вирушити до Англії разом з королем Гоконом VII і членами уряду.
19 червня 1940 року в Лондоні Флейшер став главою Верховного командування збройних сил Норвегії. Тоді ж він був призначений військовим радником уряду. Головним своїм завданням Флейшер бачив формування збройних сил з метою ведення бойових дій в Норвегії, в той час, як в уряду були інші плани. Навесні 1942 року він претендував на посаду головнокомандувача, але замість цього був призначений військовим аташе в Канаді. Флейшер сприйняв це як розжалування, адже на посаду аташе призначалися майори або полковники.
1 грудня 1942 р Флейшер був призначений військовим аташе в США.

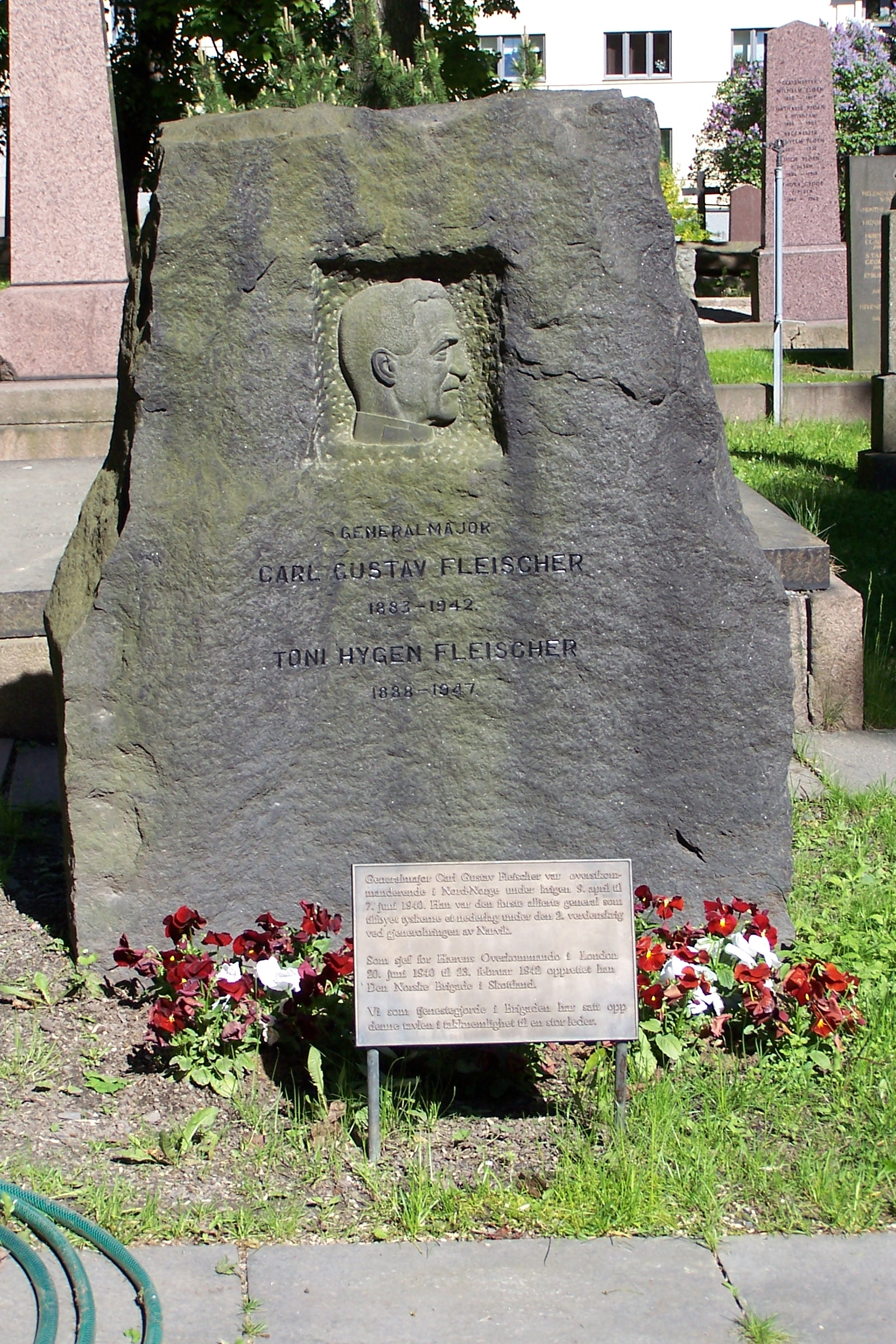
Пам'ятник на могилі генерала К. Г. Флейшера

Його спроба створити армійські частини з емігрантів провалилася. Це стало для генерала останнім ударом, і 19 грудня 1942 він наклав на себе руки, вистріливши з пістолета в серце.
Напередодні, 18 грудня, він був нагороджений вищою військовою нагородою Норвегії — Військовим хрестом. Він також був удостоєний французького Військового хреста, польського ордена Virtuti Militari і британського ордена Лазні.
Після закінчення війни в 1945 урна з прахом Флейшера перевезена на батьківщину і похована на Спаському цвинтарі Осло. Король Гокон VII був присутній на відкритті пам'ятника генералу в Гарстаді в 1950 році. Його ім'ям також названі вулиці в Гарстаді, Буді і інших містах Норвегії.